# Asma Lamrabet
Asma Lamrabet (in arabo أسماء المرابط‎?; Rabat, 1961) è una scrittrice e attivista marocchina, esponente del femminismo islamico.
Di formazione medica, pubblica varie opere relative al ruolo della donna nell'Islam. La sintesi del pensiero di Lamrabet si basa sulla visione del Corano come messaggio di uguaglianza.

## Opere
- Musulmane tout simplement (2002)
- Epouse du Prophète ou l’Islam au feminine (2004)
- Le Coran et les femmes : une lecture de libération (2007)
- Femmes . Islam. Occident: chemins vers l'universel (2011)
- Femmes et hommes dans le Coran: quelle égalité? (2012)